# Marsh Harbour
Marsh Harbour è una città delle Isole Abaco, con una popolazione di 6 283 abitanti.
L'insediamento è localizzato nella penisola appena fuori la Great Abaco Highway, che va da Great Abaco al Cherokee Point. A nord della città, la strada diventa S.C. Bootle Highwat, e corre lungo Treasue Cay e Little Abaco.
La maggioranza dei servizi di Marsh Harbour sono disponibili in tutte le Abaco, e sono un ufficio poste, librerie, drogherie, agenzie di viaggio e lavanderie. Le attività turistiche più rilevanti sono nuoto, immersione, navigazione ed escursioni sul kayak.